# Kasteel Goorhof

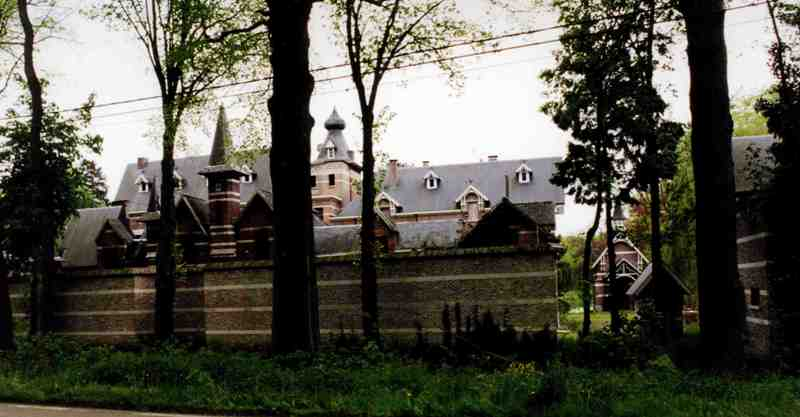
Goorkasteel

Kasteel Goorhof, Goorkasteel of kasteel Hüger is een kasteel in de Antwerpse plaats Grobbendonk, gelegen aan de Herentalse Steenweg 54.
Het ligt ten zuiden van het Albertkanaal, dicht bij Bouwel.. Het kasteel in Engelse landstijl werd gebouwd tussen 1872 en 1878 en ontworpen door de architecten Ernest Dieltiëns en Eugène Dieltëns.
Het kasteel werd gebouwd in opdracht van de Antwerpse reder Franz Hüger. In 1872 was al een hoeve gebouwd en in 1873 volgde een park van 9 ha, met daarin een vijver. In 1897 kwam daar nog 8 ha bij, en later werd het uitgebreid tot 32 ha. Oorspronkelijk was het een sterrenbos en later werd het een arboretum.
Franz had twee kinderen, Jules Hüger en Maria-Catherina Hüger. Toen Franz Hüger overleed, ging het kasteel naar Maria-Catherina die getrouwd was met Henri Oedenkoven. Zij hadden een dochter, Suzanne Oedenkoven. Als dank dat het kasteel de Eerste Wereldoorlog overleefde zonder veel schade werd er in 1921 een kapel bij aangebouwd.
In de Tweede Wereldoorlog ging het echter fout. De toren van het kasteel en bijhorende daken brandde uit. Na de oorlog werd het kasteel hersteld, maar veel minder speciaal en sierlijk dan daarvoor. De balkons aan de toren verdwenen en de toren werd ook kleiner. De dakkapelletjes werden gewijzigd en het schijnwerk in de daknokken verdween. Nadat Suzanne, dochter van Henri Oederkoven en Maria-Catherina Hüger overleed, ging het kasteel naar haar dochter, Solange de Namur, dochter van Charles de Namur en Suzanne Oederkoven. Zij huwde met Fernando Sorela Y Del Corral, een Spanjaard, en kreeg met hem zoon Ramon Sorela de Namur.
Ramon verhuisde naar Spanje, om in Marbella een hotel op te richten. Nadat hij er veel geld had verdiend, verkocht hij het hotel om het Grobbendonkse Goorhof te kunnen restaureren en terug te brengen naar de originele toestand van voor de brand in 1944. In 1992 werden de plannen aan de pers bekendgemaakt. Het project moest klaar zij tegen 1995, de vijftigste verjaardag van Ramon. Toen het project duurder uitviel dan verwacht en de bank de geldkraan dichtdraaide werd het project in 1995 stilgelegd. Het kasteel werd voor 48 miljoen frank (1,2 miljoen euro) verkocht aan de Nederlandse NV Bever Holding.
Toen er in februari 1999 op acht verschillende plaatsen brand uitbrak, werd het al vier jaar leegstaande kasteel grotendeels vernield. In 2009 gaf NV Bever Holding het kasteel in handen van makelaar H. Ceusters uit Brasschaat om het te verkopen. Het kasteel werd in de loop der jaren nog meermaals getroffen door brandstichters. Het werd hierbij zodanig beschadigd dat op veel plekken alleen nog maar de gevels overeind staan. De rest is herleid tot een ruïne. Wat de toekomstplannen zijn voor het historische kasteel is niet bekend.